# يورغن أندرسن
يورغن أندرسن (بالنرويجية البوكمول: Jørgen Andersen)‏ هو لاعب جمباز فني نرويجي، ولد في 20 فبراير 1886 في ساربسبورغ في النرويج، وتوفي بنفس المكان في 30 مايو 1973.

## وصلات خارجية
- يورغن أندرسن على موقع اللجنة الأولمبية الدولية (الإنجليزية)
- يورغن أندرسن على موقع أوليمبيديا (الإنجليزية)